# Pepa Plana
Pepa Plana i Llort (Valls, 2 mei 1965) is een Catalaanse actrice en clown. Ze was onder meer directrice van het Festival de Pallasses in Andorra van 2001 tot 2009 en is op internationaal vlak een referentie als vrouwelijke clown.
Plana studeerde aan het Institut de Teatre van Barcelona. Haar eerste spektakel De Pe a Pa (1999) ging in première op het festival van Tàrrega en bleef daarna gedurende acht maanden op het affiche van het theater Sala Muntaner in Barcelona. Het werd nog hetzelfde jaar bekroond met de prijs Aplaudiment FAD. Daarop volgden Giullietta, Hatzàrdia en Penelope. In 2012 werkte ze mee aan de creatie van Amaluna van het Cirque du Soleil.

## Werken
- De Pe a Pa (van P naar brood) (1999)
- Giulietta (2000)
- Hatzàrdia (2004), een visueel stuk zonder gesproken tekst
- Penelope (2010), onder regie van Nola Rae, een bewerking van de Odyssee gezien vanuit het standpunt van Penelope.[3]
- Exode (2011), samen met Joan Montanyès en Joan Valentí, over de problemen van politieke en economische migranten.[1]

## Erkenning
- Premi Aplaudiment FAD (1999). De jury motiveerde de prijs als volgt: “voor haar deskundige manier om de gevestigde orde te verstoren met haar voorstelling «De Pe a Pa» waar ze de wereld overdondert met ogenschijnlijk onbetamelijke vragen die eigenlijk, bij nader toehoren, zeer zeker ter zake zijn.“[2]
- Eervolle vermelding op het clownsfestival van Cornellà (2001) voor Giulietta
- In 2014 kreeg ze de Premi Nacional de Cultura van de Catalaanse regering, volgens de jury wegens: “wegens haar bijzondere bijdrage als Catalaanse clown op nationaal en internationaal vlak […]. Ze is belichaamt de clownsvrouw, een wereld van vrouwen met eigen humor, in een circus dat nog steeds door mannen beheerst wordt.”[4]